# Marco Pérez (aktor)
Marco Antonio Pérez Cabrera, bardziej znany jako Marco Pérez (ur. 17 marca 1977 w Meksyku) – meksykański aktor filmowy, teatralny i telewizyjny.

## Życiorys

### Wczesne lata
Urodził się w Meksyku. W 1992 rodzina przeniosła się do Guadalajary, gdzie w wieku 15 lat występował w teatrze.

### Kariera
Mając 19 lat zagrał w widowisku Muestra Estatal, Los niños de sal (1996) Moisésa Orozco. Trzy lata później zdobył wyróżnienie za występ w spektaklu El veneno del teatro Andrésa Montiela. Studiował w Centro de Actores y Autores de Occidente, a także pod kierunkiem Daniela Constantini'ego. Stał się rozpoznawalny dzięki udziałowi w dramacie Alejandro Gonzáleza Iñárritu Amores perros (2000) jako brat Gaela Garcíi Bernala i Jorge Salinasa oraz filmie Marco Kreuzpaintnera Handel (Trade, 2007) z Kevinem Kline’em i Alicją Bachledą-Curuś.
W 2005 zdobył uznanie jako najlepszy reżyser i najlepszy aktor w sztuce Hipoteza o śnie (Hipótesis de un sueño) na Muestra Estatal de Teatro w Jalisco. W 2011 zagrał w monodramie Kontrabasista (El contrabajista). W telenoweli Ósme przykazanie (El 8º Mandamiento, 2011) wystąpił jako Mauricio Álvarez, prywatny sekretarz radcy prawnego.

## Wybrana filmografia

### Filmy fabularne
- 2000: Alguien vio a Lola?
- 2000: Amores perros jako Ramiro
- 2001: Me la debes
- 2001: Powder Keg jako Contra 1
- 2002: Francisca jako Oreja
- 2002: Me la debes jako Chivito
- 2005: Cień przechodnia (La sombra del shahuaro) jako Carlos
- 2007: Handel (Trade) jako Manuelo
- 2009: Podwórko (El traspatio) jako Fierro
- 2009: Tijuaneros jako agent Dávili
- 2011: Días de gracia jako Gabino
- 2011: Dni łaski (Días de gracia) jako Gabino
- 2011: La brújula la lleva el muerto jako Rogelio
- 2012: El mariachi gringo jako sędzia
- 2012: La vida precoz y breve de Sabina Rivas jako Alipio
- 2012: Colosio: El asesinato jako Juan Antonio Montealban
- 2014: Gloria jako Sergio Andrade
- 2014: El más buscado
- 2015: Aerosol jako Nuk
- 2015: Desierto jako Lobo

### Seriale TV
- 2010: Kapadocja (Capadocia) jako Emiliano Treviño
- 2011-2012: El Octavo Mandamiento jako Mauricio Álvarez
- 2012: Colosio: El asesinato jako Juan Antonio Montealban
- 2013: El Señor de los Cielos jako Guadalupe Robles
- 2014-2015: Señora Acero jako Felipe Murillo
- 2015: Caminos de Guanajuato jako Alfredo Calles